# Desa Suwatu (administrativ by i Indonesien, lat -7,37, long 110,95)
Desa Suwatu är en administrativ by i Indonesien.   Den ligger i provinsen Jawa Tengah, i den västra delen av landet, 500 km öster om huvudstaden Jakarta.